# Лусіо Корреа Моралес
Лу́сіо Корре́а Мора́лес (ісп. Lucio Correa Morales; нар. 1852, Наварра — пом. 1923) — аргентинський скульптор. Вважається творцем першого пам'ятника, спорудженого в Аргентині.

## Біографія
Народився у 1852 році в Наваррі. У 1874—1882 роках навчався у Флоренції. Повернувся в Аргентину в 1882 році, коли показав свої перші дві роботи схвалені критиками.
Був учитилем багатьох скульпторів, в тому числі Рохеліо Юртуї.
Помер у 1923 році.

## Творчість
Пройшов шлях від академічного класицизму до реалістичних творів на місцеві сюжети. Твори:
- «Полонянка» (кінець XIX — початок XX століття);
- «Мертвий Авель»;
- пам'ятники Фалучо, Хусто Санта-Марія-де-Оро.

## Галерея робіт

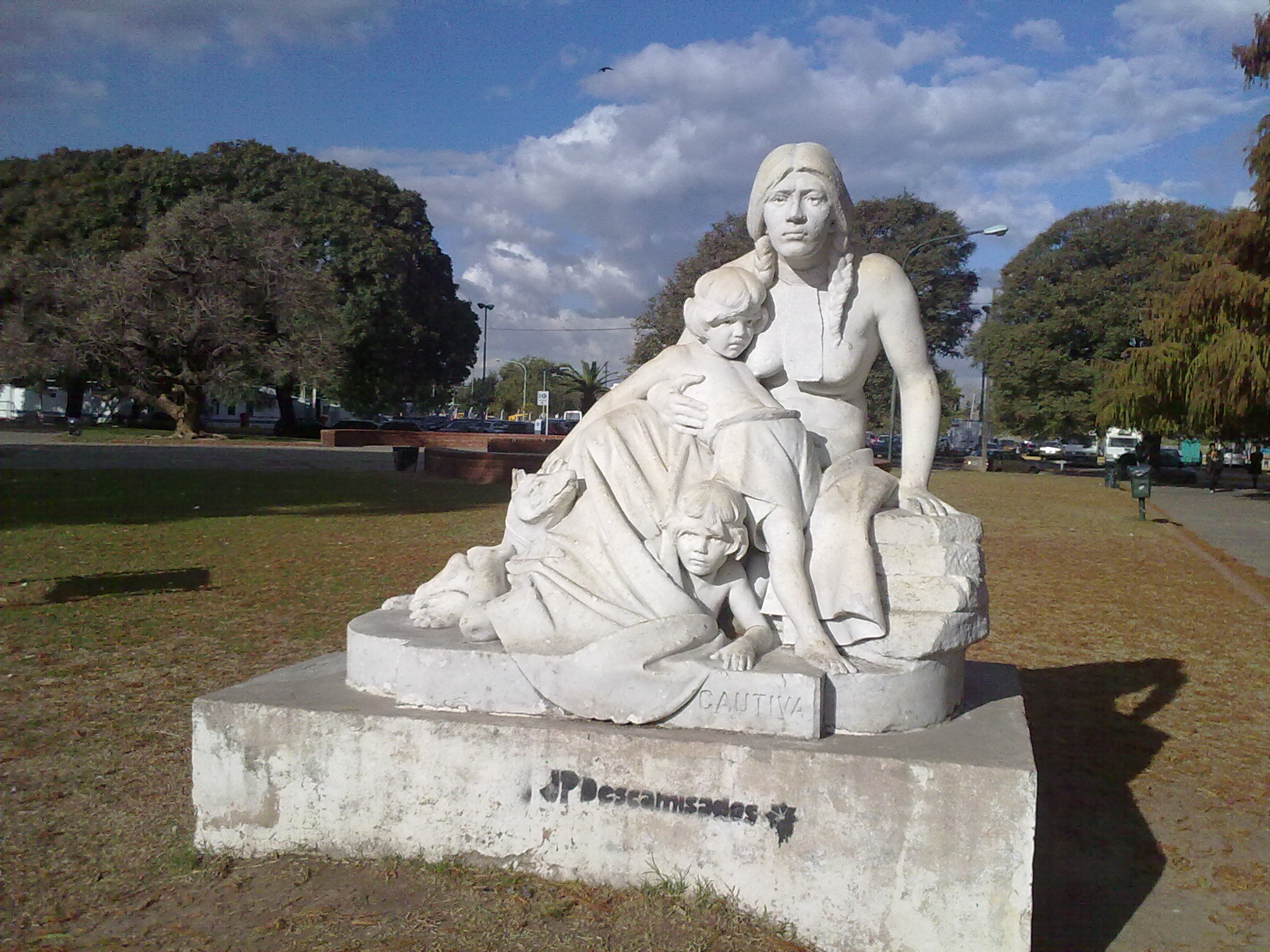
«Полонянка»
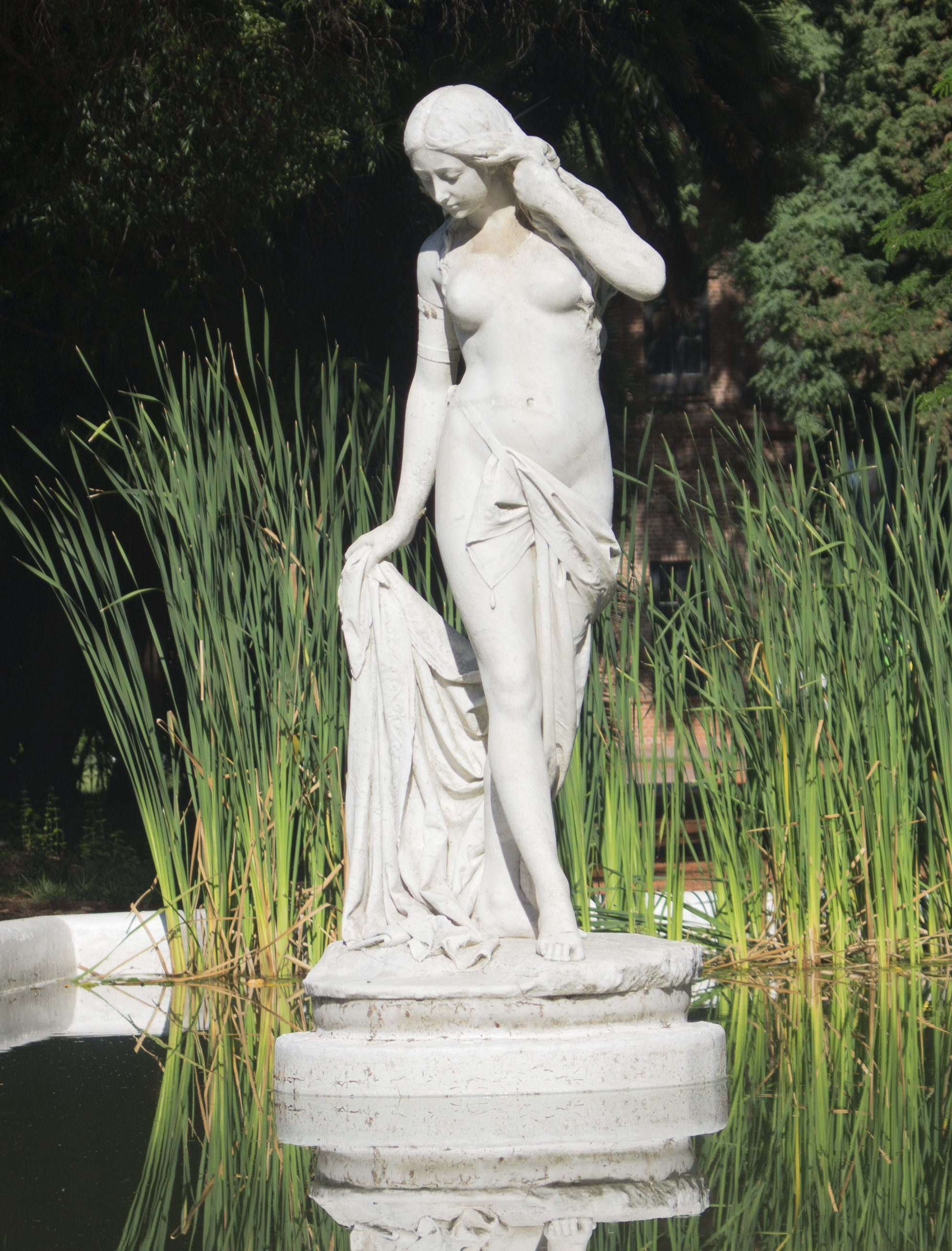
«Ундіна»
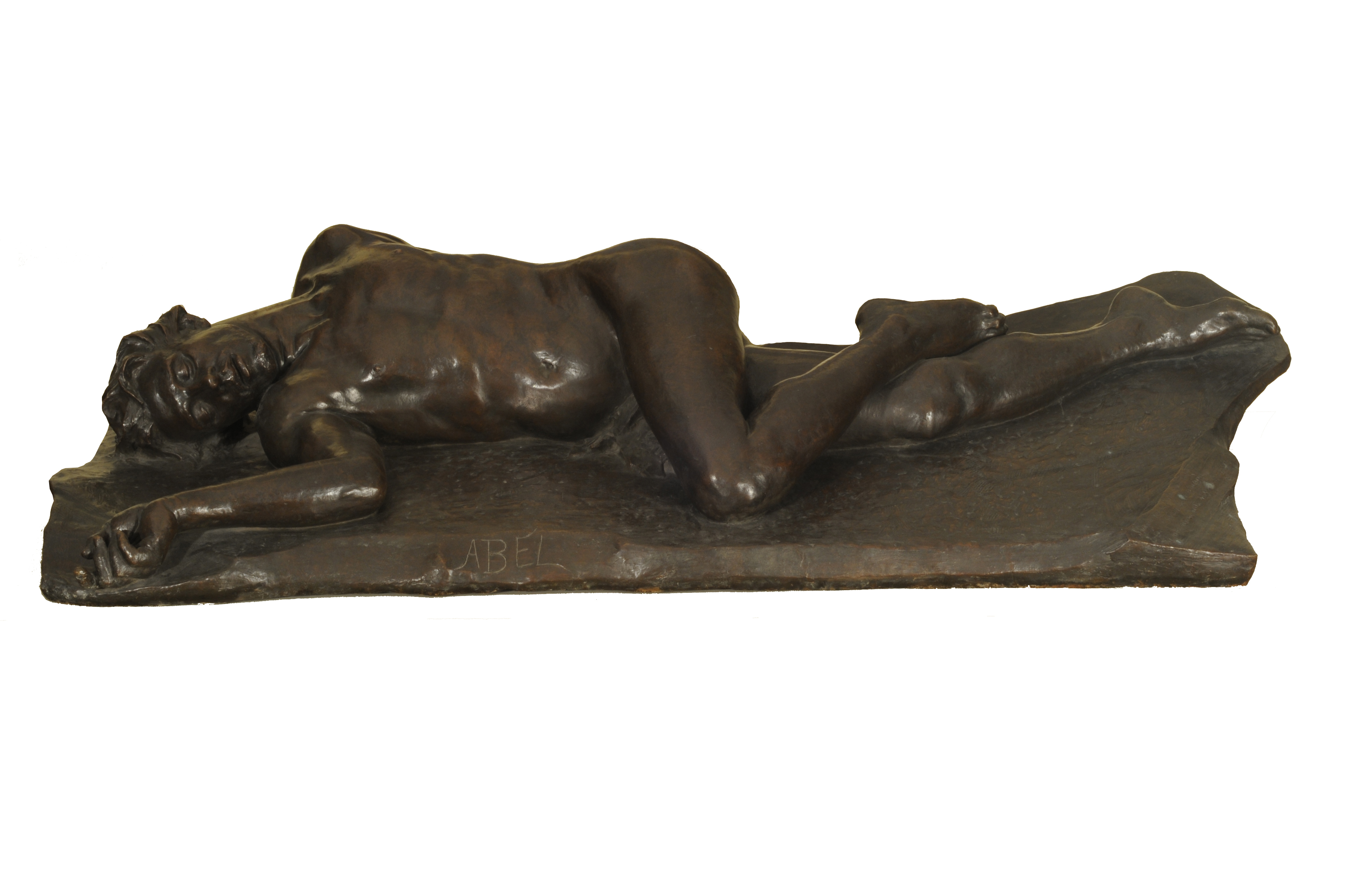
«Авель» (1902)
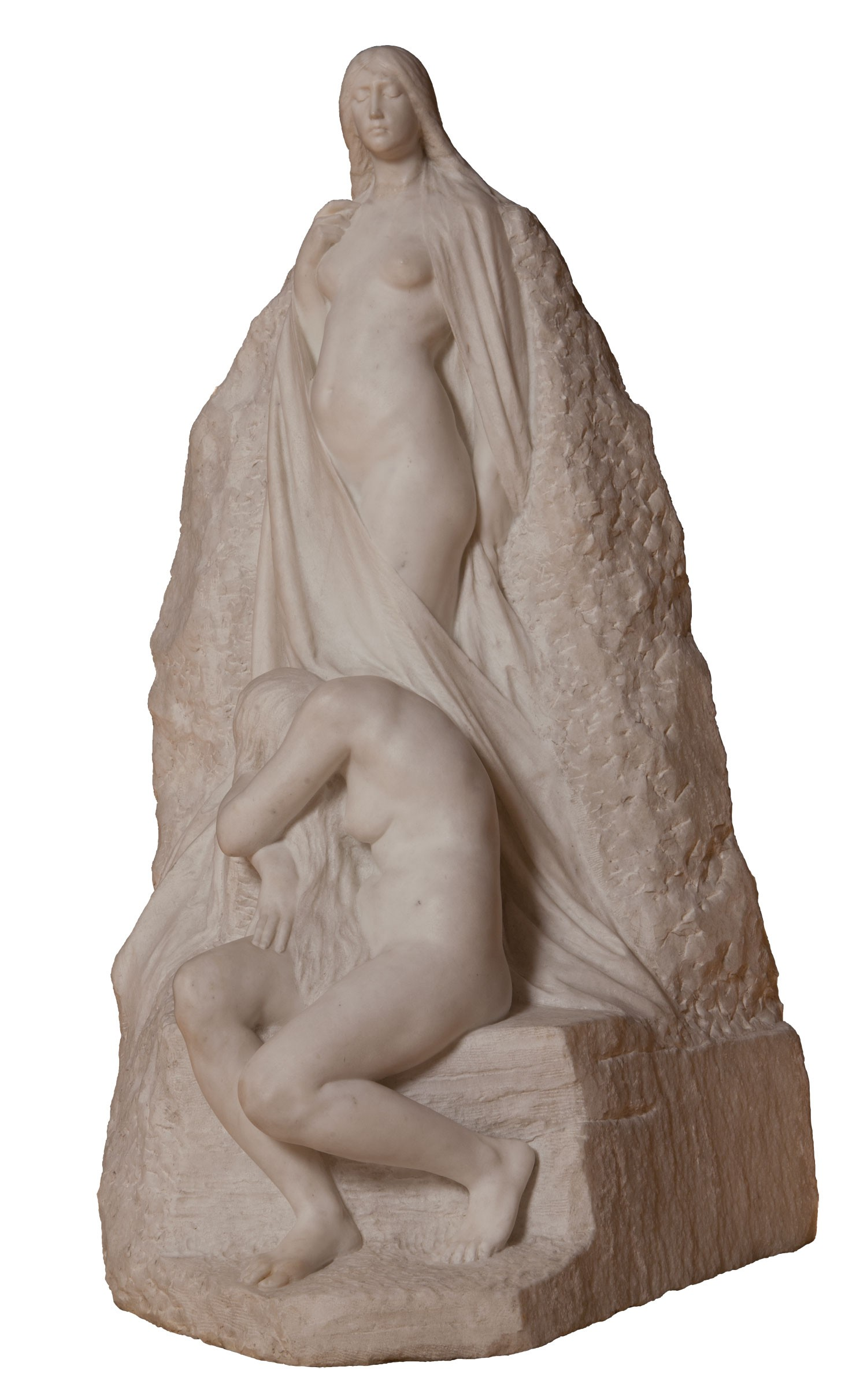
«Тріумф правди» (19 ст.)
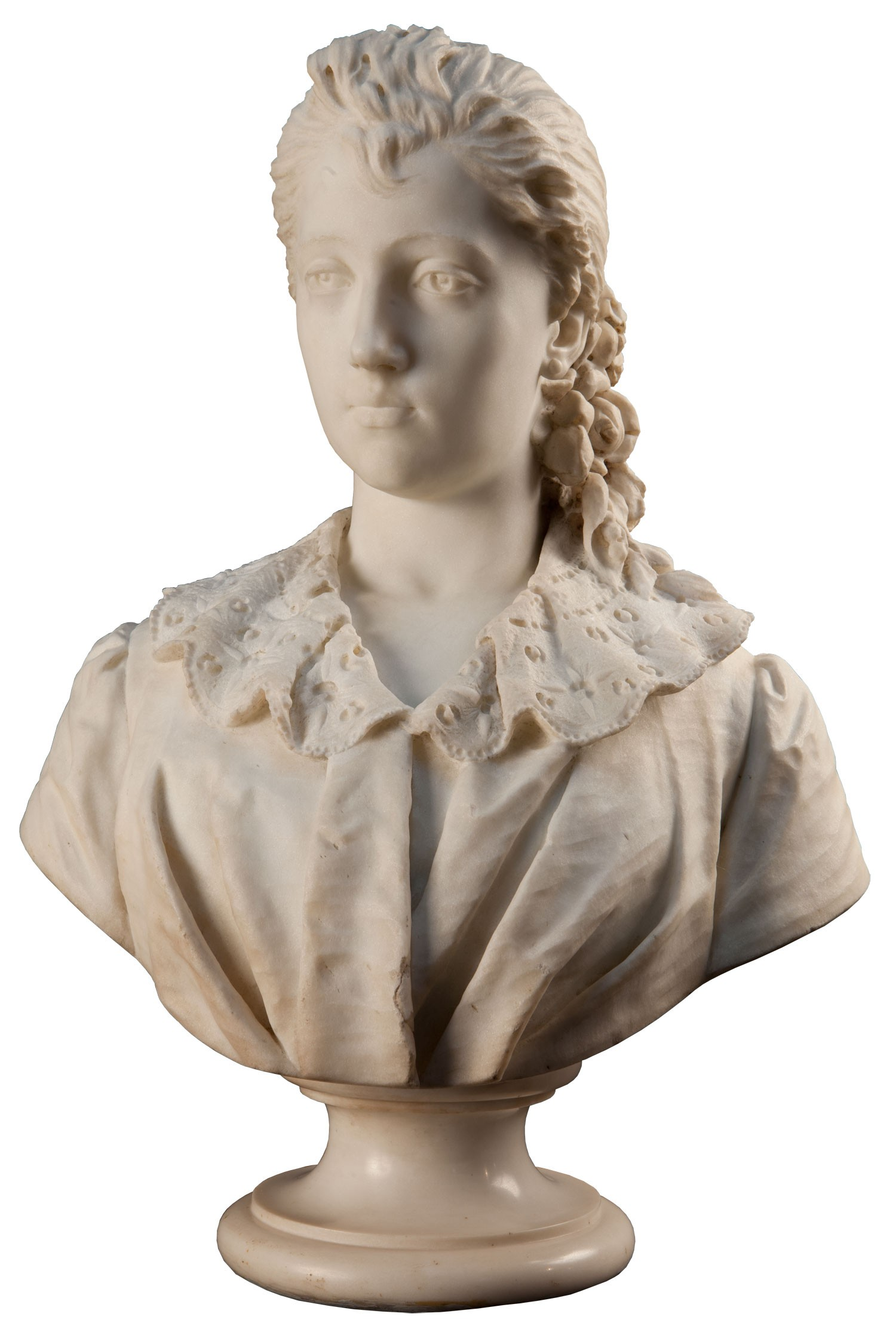
Портрет (1883)
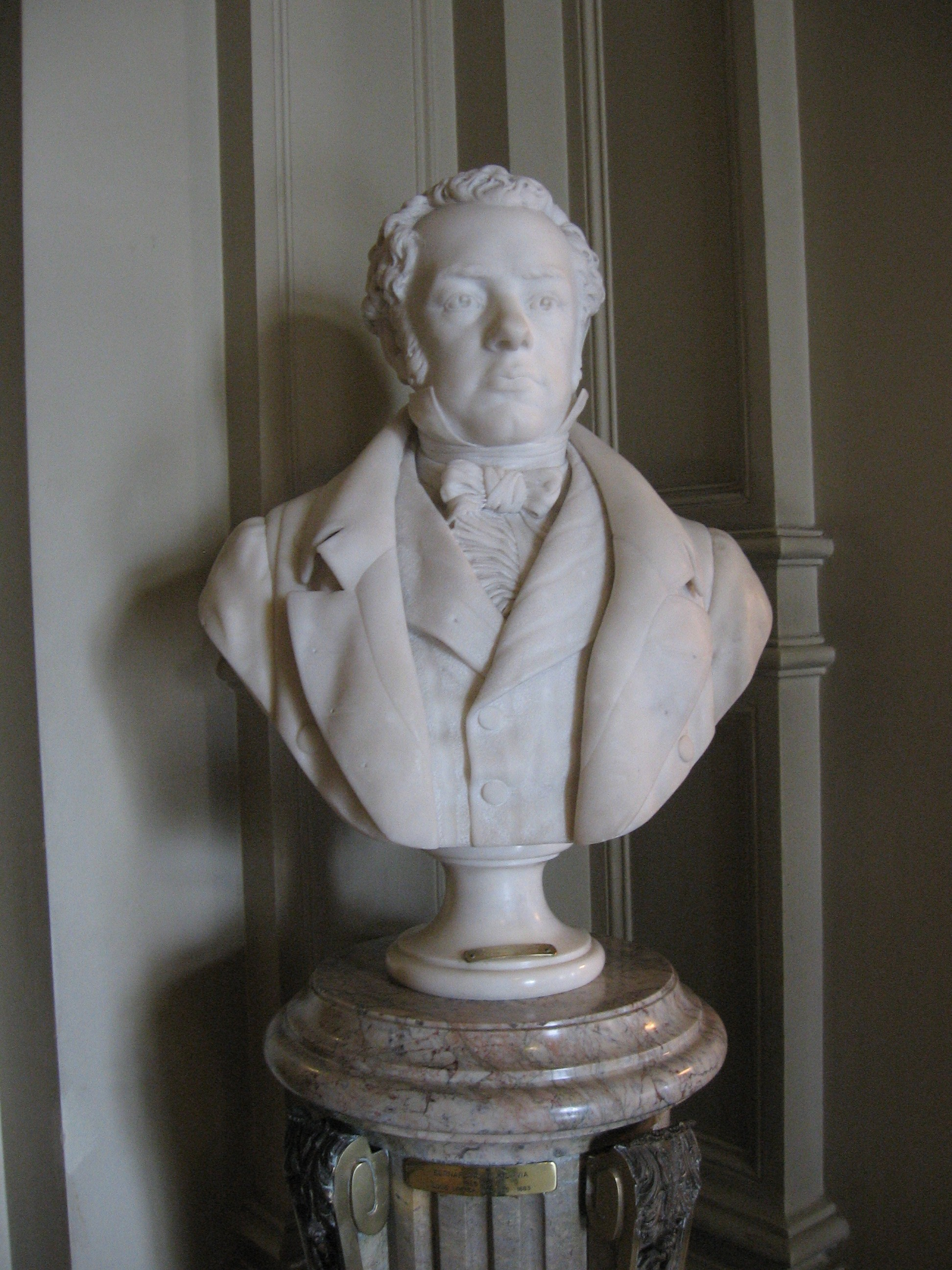
Бюст Рівадавії
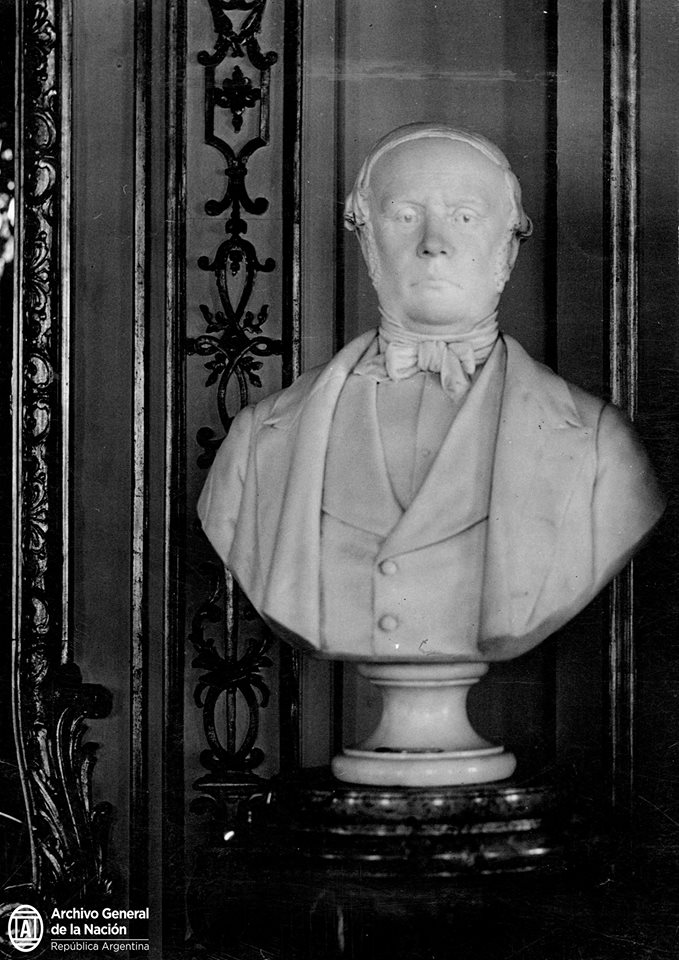
Бюст С. Деркі (1900)
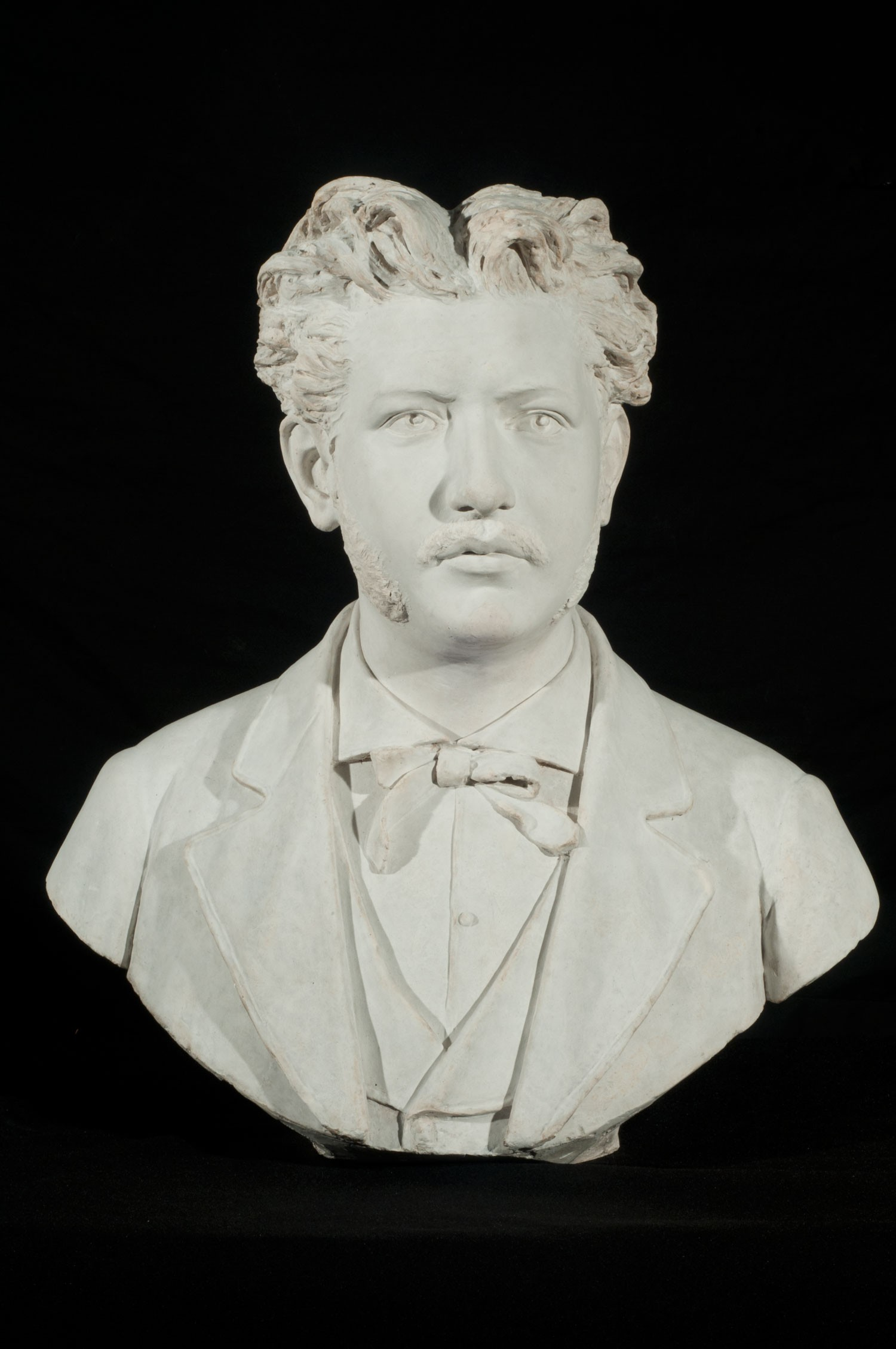
«Портрет скульптора Кафферати» (19 ст.)
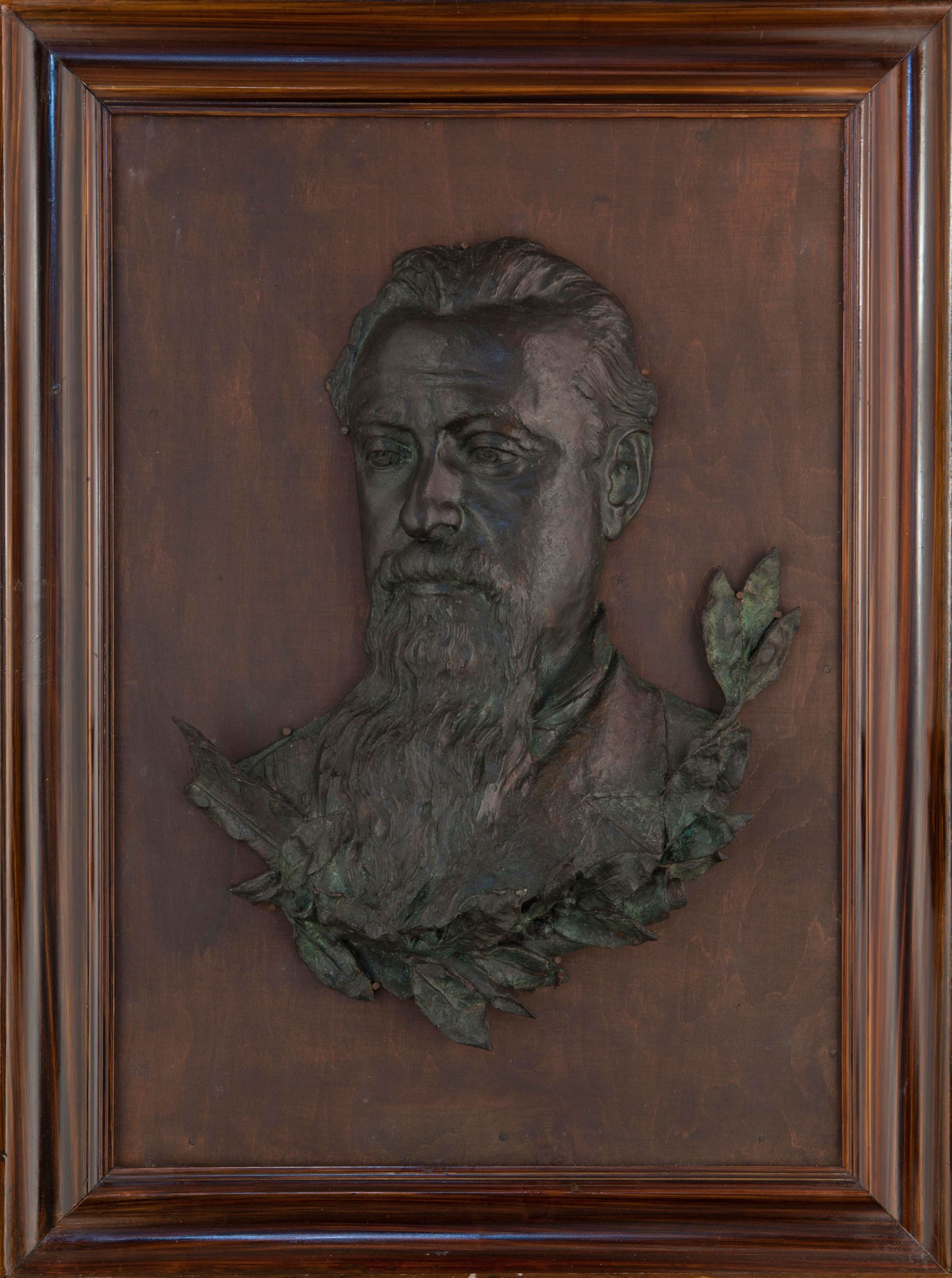
«Олегаріо Андраде» (19 ст.)
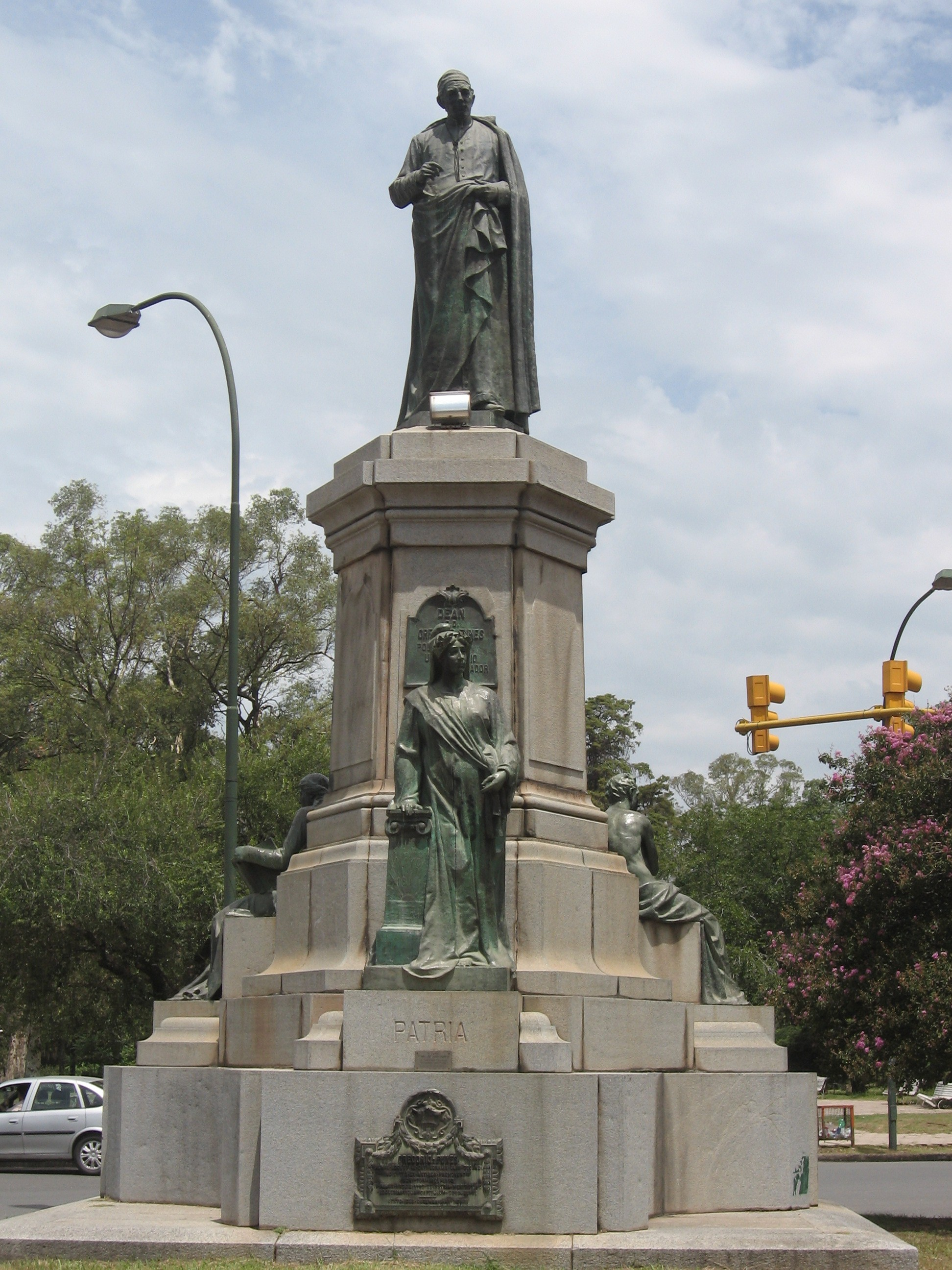
Пам'ятник Грегоріо Фунесу у Кордові
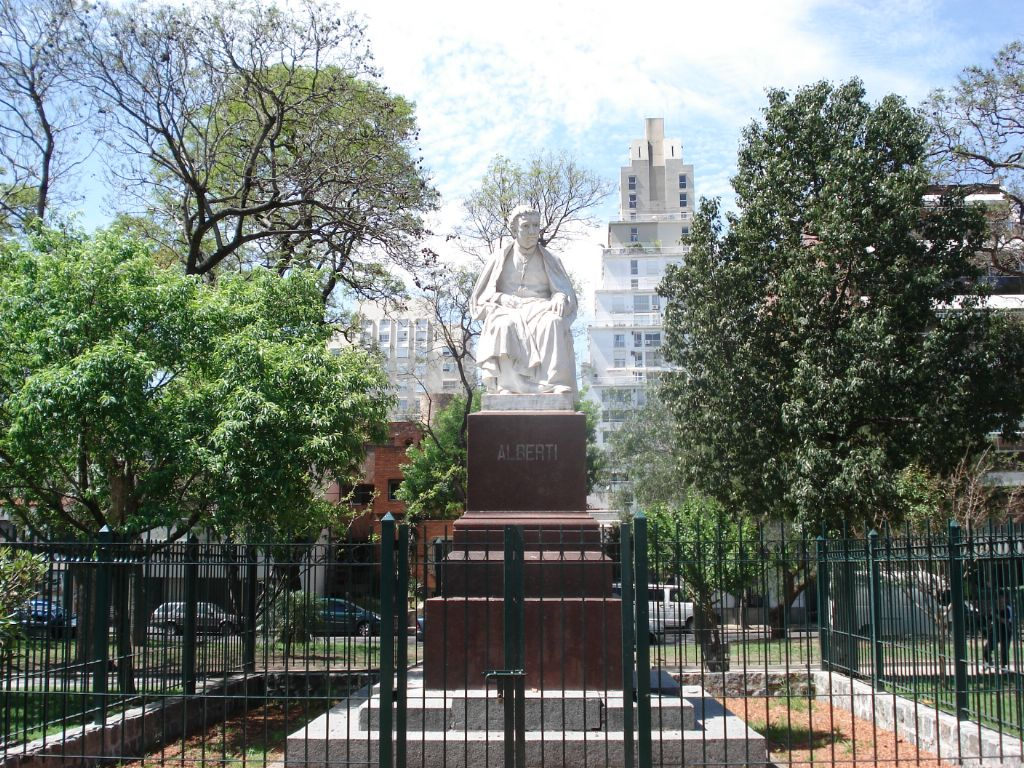
Пам'ятник Мануелю Максимо Альберті у Буенос-Айресі (1910)
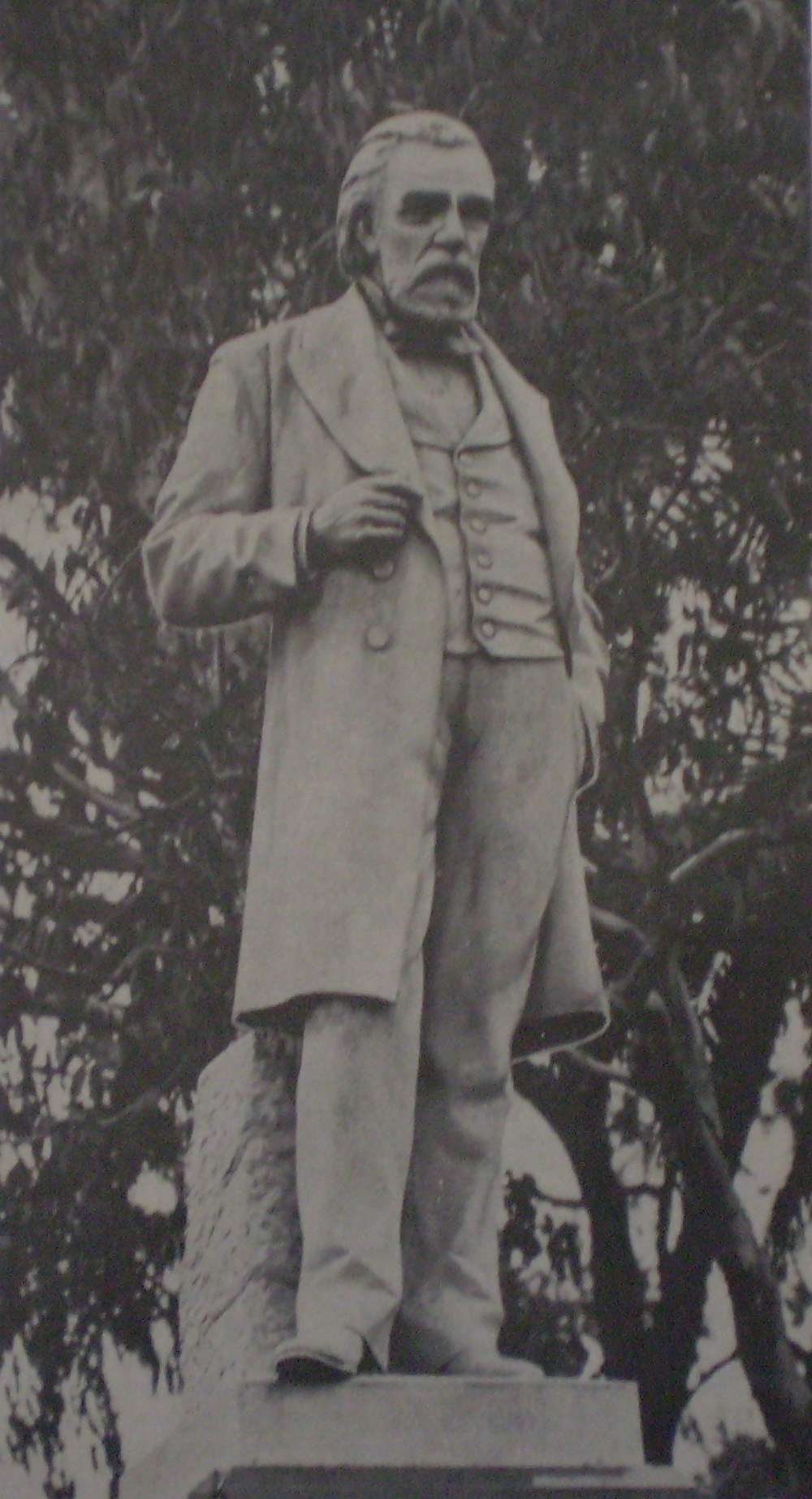
Пам'ятник К. Техедору[en] у Буенос-Айресі (1909)